# Epirhyssa raptor
Epirhyssa raptor là một loài tò vò trong họ Ichneumonidae.